# Davinson Jama
Davinson Jama (n. Caucasia, Colombia; 10 de octubre de 1998) es un futbolista colombiano nacionalizado ecuatoriano. Juega de mediapunta o extremo y su equipo actual es Manta Fútbol Club de la Serie B de Ecuador.

## Trayectoria

### Inicios
Empezó su carrera futbolística en varios equipos de Segunda Categoría como el América Sporting Club de la ciudad de Ambato en el año 2017, se formó y luego pasó al equipo machaleño de Fuerza Amarilla en el 2018, más tarde ese mismo año fue cedido a préstamo al Club Deportivo La Unión de Cotopaxi.
En la temporada 2019 regresa al equipo aurinegro, donde sus buenas actuaciones hicieron que debute en el primer equipo, bajo el mando de Raúl Duarte jugó su primer partido en la Serie A el 2 de febrero de 2019 en la fecha 1 de la LigaPro Banco Pichincha, en el partido que Fuerza Amarilla perdió con Delfín SC como local por 0-2.
Su primer gol en Serie A lo convirtió en la fecha 12 ante Deportivo Cuenca, partido que terminó empatado 2-2 en el Estadio 9 de Mayo. Al final de 2019 disputó 20 partidos y convirtió 3 goles.

### Liga Deportiva Universitaria
Su destacado juego mostrado en Fuerza Amarilla despertó el interés por parte del equipo universitario, así llegó a la institución quiteña a los 21 años de edad, tuvo su debut en el primer equipo de Liga el 1 de febrero de 2020, en el partido de la Supercopa de Ecuador 2020 ante el Delfín Sporting Club, entró al cambio en el segundo tiempo en aquel partido que terminó en victoria de LDU por 5-4 en la tanda de penaltis después de empatar 1-1 en el tiempo reglamentario. Previamente había marcado un gol en un amistoso ante la selección preolímpica de Ecuador.

## Estadísticas

### Clubes
Actualizado al último partido disputado el 18 de octubre de 2023.
| Club                                   | Div.          | Temporada     | Liga  | Liga  | Copas nacionales | Copas nacionales | Copas internacionales | Copas internacionales | Total | Total |
| Club                                   | Div.          | Temporada     | Part. | Goles | Part.            | Goles            | Part.                 | Goles                 | Part. | Goles |
| -------------------------------------- | ------------- | ------------- | ----- | ----- | ---------------- | ---------------- | --------------------- | --------------------- | ----- | ----- |
| América de Ambato · Ecuador            | 3.ª           | 2017          | 5     | 0     | —                | —                | —                     | —                     | 5     | 0     |
| América de Ambato · Ecuador            | Total club    | Total club    | 5     | 0     | 0                | 0                | 0                     | 0                     | 5     | 0     |
| La Unión · Ecuador                     | 3.ª           | 2018          | 13    | 3     | —                | —                | —                     | —                     | 13    | 3     |
| La Unión · Ecuador                     | Total club    | Total club    | 13    | 3     | 0                | 0                | 0                     | 0                     | 13    | 3     |
| Fuerza Amarilla · Ecuador              | 1.ª           | 2019          | 18    | 3     | 2                | 0                | —                     | —                     | 20    | 3     |
| Fuerza Amarilla · Ecuador              | Total club    | Total club    | 18    | 3     | 2                | 0                | 0                     | 0                     | 20    | 3     |
| Liga Deportiva Universitaria · Ecuador | 1.ª           | 2020          | 10    | 1     | 1                | 0                | 0                     | 0                     | 11    | 1     |
| Liga Deportiva Universitaria · Ecuador | Total club    | Total club    | 10    | 1     | 1                | 0                | 0                     | 0                     | 11    | 1     |
| Universidad Católica · Ecuador         | 1.ª           | 2021          | 5     | 0     | —                | —                | 2                     | 0                     | 7     | 0     |
| Universidad Católica · Ecuador         | Total club    | Total club    | 5     | 0     | 0                | 0                | 2                     | 0                     | 7     | 0     |
| Chacaritas · Ecuador                   | 2.ª           | 2021          | 10    | 1     | —                | —                | —                     | —                     | 10    | 1     |
| Chacaritas · Ecuador                   | 2.ª           | 2022          | 31    | 1     | 1                | 0                | —                     | —                     | 32    | 1     |
| Chacaritas · Ecuador                   | Total club    | Total club    | 41    | 2     | 1                | 0                | 0                     | 0                     | 42    | 2     |
| Manta F. C. · Ecuador                  | 2.ª           | 2023          | 26    | 0     | —                | —                | —                     | —                     | 26    | 0     |
| Manta F. C. · Ecuador                  | Total club    | Total club    | 26    | 0     | 0                | 0                | 0                     | 0                     | 26    | 0     |
| Total carrera                          | Total carrera | Total carrera | 118   | 9     | 4                | 0                | 2                     | 0                     | 124   | 9     |
| 1. 2.                                  |               |               |       |       |                  |                  |                       |                       |       |       |

## Palmarés

### Campeonatos nacionales
| Título               | Club                         | País    | Año  |
| -------------------- | ---------------------------- | ------- | ---- |
| Supercopa de Ecuador | Liga Deportiva Universitaria | Ecuador | 2020 |